# Dawn (Misuri)
Dawn es un lugar designado por el censo ubicado en el condado de Livingston en el estado estadounidense de Misuri. En el Censo de 2010 tenía una población de 128 habitantes y una densidad poblacional de 37,78 personas por km².

## Geografía
Dawn se encuentra ubicado en las coordenadas 39°40′17″N 93°38′3″O / 39.67139, -93.63417. Según la Oficina del Censo de los Estados Unidos, Dawn tiene una superficie total de 3.39 km², de la cual 3.39 km² corresponden a tierra firme y (0%) 0 km² es agua.

## Demografía
Según el censo de 2010, había 128 personas residiendo en Dawn. La densidad de población era de 37,78 hab./km². De los 128 habitantes, Dawn estaba compuesto por el 99.22% blancos, el 0% eran afroamericanos, el 0.78% eran amerindios, el 0% eran asiáticos, el 0% eran isleños del Pacífico, el 0% eran de otras razas y el 0% pertenecían a dos o más razas. Del total de la población el 0% eran hispanos o latinos de cualquier raza.